# Twista
Twista (Chicago, Illinois, 27 de Novembro de 1973) é um rapper americano. Seu álbum de 2004, "Kamikaze", ocupou a primeira posição do Billboard 200, logo após o sucesso de seu single, "Slow Jamz", que ficou em primeiro no Billboard Hot 100.
Ele é mais conhecido por seu estilo de rapper e por onze anos detendo o título de rapper mais rápido do mundo de acordo com o Guinness World Records em 1992, sendo capaz de pronunciar 598 sílabas em 55 segundos.

## Biografia
Twista cresceu no lado sul de Chicago. Começou a cantar rap com 12 anos de idade, contudo, teve várias outras profissões antes de se tornar cantor profissional. Trabalhou em uma fábrica, foi vendedor em uma loja de sapatos, trabalhou com telemarketing, no McDonald's, foi segurança e até barbeiro.
Twista foi um dos primeiros artistas a assinar com a Loud Records. Em 1991, lançou "Runnin' off at da Mouth", com o apelido Tung Twista. Devido a sua levada impressionante, entrou para o Guinness Book como o rapper mais rápido de todos os tempos. Twista quase perdeu o seu lugar no Guiness devido a rapidez de um dos integrantes da banda de rap "Bone Thugs-n-Harmony" Krayzie Bone, já que todos na banda tinham a suas rimas rápidas, mas apenas Kraysie tinha o potencial para se igualar a Twista. Seu "Runnin' off at da Mouth" teve pouco sucesso. Tung Twista tirou o "Tung" de seu apelido, em seu segundo álbum "Resurrection", que nunca foi lançado fora do underground de Chicago. Sua fama cresceu no circuito de mixtapes underground, pois estava presente em diversas mixtapes de Chicago, ao lado de artistas underground, como Psychodrama, Triple Darkness e DA Smart.
Em 1996, Twista assina contrato com a Atlantic Records. O rapper lançou "Adrenaline Rush" em 1997, e posteriormente, "Mobstability", em 1998.
Twista formou seu próprio selo, "Legit Ballin", onde lançou duas compilações, Legit Ballin' em 1999 e "Legit Ballin' Vol. 2: Street Scriptures" em 2001. O selo lançou mais tarde "Respect The Game, Vol. 3" em 2002 e "Volume 4: Tha Truth" em 2006.
Em 2007 ele lançou o álbum The Black Jason of Rap com a participação do Dj Sean Mac que criou as batidas de todas as músicas desse álbum. Twista lançou em 2005 um álbum chamado The Day After e depois ele relançou este mesmo álbum em SCREWED, homenageando Dj-Screwed, que inventou a batida lenta com vozes e rimas rápidas.
A reputação de Twista no circuito do rap o conduziu a trabalhos com Mariah Carey, Diddy (Puff Daddy naquela época), Lil' Kim, Drag-on, Jay-Z, Timbaland, Ras Kass, Ludacris, Royce Da 5'9", Shaquille O'Neal, e Da Brat.
Em seu site, Twista disse ter feito "Kamikaze" para mostrar que continuava leal aos ideais que sustentava no início da carreira. O primeiro single, "Slow Jamz", contava com participação de Kanye West e Jamie Foxx. Ocupou a primeira posição do Billboard Hot 100 e dos quadros de R&B em 2004, além de ficar em terceiro nas paradas do Reino Unido. "Kamikaze" pegou carona no sucesso de "Slow Jamz" e chegou em primeiro no Billboard 200, ganhando platina em Março de 2004. No Reino Unido, a faixa "Sunshine", que caracterizou a participação do cantor de R&B Anthony Hamilton se tornou um grande hit, o que não aconteceu nos Estados Unidos, talvez pelo fato de Lil' Flip ter lançado um grande hit ao mesmo tempo e com o mesmo nome.

## Discografia

### Álbuns
- 1991: Runnin' Off at Da Mouth (Como Tung Twista)
- 1994: Resurrection
- 1997: Adrenaline Rush
- 1998: Mobstability
- 2004: Kamikaze
- 2005: The Day After
- 2007: Adrenaline Rush 2007
- 2009: Category F5

### Singles
- 1997: "Get It Wet" (featuring Miss Kane)
- 2004: "Slow Jamz" (featuring Jamie Foxx & Kanye West)
- 2004: "Overnight Celebrity" (featuring Kanye West)
- 2004: "Sunshine" (featuring Anthony Hamilton)
- 2003: "So Sexy" (featuring R. Kelly)
- 2005: "Hope" (featuring Faith Evans)
- 2005: "Girl Tonite" (featuring Trey Songz)
- 2005: "Hit the Floor" (featuring Pitbull)
- 2006: "So Lonely" (featuring Mariah Carey)
- 2007: "Give It Up" (featuring Pharrell)
- 2007: "Creep Fast" (featuring T-Pain)
- 2008: "Bussin' No Discussin"
- 2009: "Category F5"
- 2013: Long Live A$AP

### Participações
- 2004: "The Come Thru" (Jin featuring Twista)
- 2004: "Let's Go" (Trick Daddy featuring Lil Jon & Twista)
- 2004: "Jook Gal (Remix)" (Elephant Man featuring Twista, Kiprich, and YoungBloodZ)
- 2005: "Gotta Make It" (Trey Songz featuring Twista)
- 2005: "DJ Play a Love Song" (Jamie Foxx featuring Twista)
- 2005: "Midwest Invasion" (Layzie Bone featuring Twista)
- 2006: "Destroy You" (DJ Khaled featuring Krayzie Bone & Twista)
- 2006: "Spit Your Game" (Notorious B.I.G. featuring Twista & Krayzie Bone)
- 2007: "Hell No (Leave Home)" (Monica featuring Twista)
- 2007: "Money" (Bizzy Bone featuring Twista)
- 2007: "Diddy Rock" (P.Diddy featuring Timbaland, Shawnna & Twista)
- 2007: "Burn This City" (Lil Wayne featuring Twista)
- 2007: "5000 Ones" (DJ Drama featuring Twista, T.I., Nelly, Willie The Kid, Young Jeezy, Yung Joc)
- 2011:"Worldwide Choppers"( Tech N9ne ft. Yelawolf, Twista, Busta Rhymes & more
- 2012: "60 Second Assassins"(DJ Kay Slay Ft. Busta Rhymes, Layzie Bone, Twista, & Jaz-O)
- 2012:"Can You Keep Up "(Busta Rhymes ft. Twista)
- 2013: "Jewels & Drugs (Lady Gaga feat. T.I., Too $hort & Twista)

. -